# ロマンティック・オペラ
ロマンティック・オペラ（独: Romantische Oper）は、19世紀のドイツ語オペラの一ジャンルである。

## 概略
ロマンティック・オペラは、18世紀ドイツのジングシュピールの伝統をもとに、フランス革命期のフランスのオペラ・コミックからの強い影響を受け発展した 。ロマンティック・オペラの登場で、オーケストラの役割はますます重要なものになり、回想のモチーフの劇的な可能性（場所・人を識別するフレーズ。作品で再びそれが出てきた時に、聴く者は問題になっている場所・人物を思い出す）が増大した。
カール・マリア・フォン・ウェーバーの『魔弾の射手』（1821年）がロマンティック・オペラのはじまりとされ、後にはドイツ特有のスタイルと結びついていった。それを例証するのが、ハインリヒ・マルシュナー（『吸血鬼』『ハンス・ハイリング』）、アルベルト・ロルツィング（『ウンディーネ』）、ルイ・シュポーアたちである。そのテーマは自然、超自然（Supernatural）、中世、それに伝承をはじめとする大衆文化に向いていた。音楽的には、ドイツ民謡がインスピレーションとなった。台詞は歌と歌の間に置かれた。
ロマンティック・オペラは、リヒャルト・ワーグナーの初期の作品、とくに『妖精』（1833年）、『さまよえるオランダ人』（1843年）、『タンホイザー』（1845年）で頂点に達したが、それらは台詞を用いていないという点でそれまでのものとは異なる。ワーグナーは後のオペラで、回想のモチーフをより変幻自在なライトモティーフに発展させ、ロマンティック・オペラの多くのテーマを捨てて、神話、伝説、自然に大きく焦点を当てていく。

## 代表的なロマンティック・オペラ
- カール・マリア・フォン・ウェーバー『シルヴァーナ』（1810年初演、Silvana）
- カール・マリア・フォン・ウェーバー『魔弾の射手』（1821年）
- ルイ・シュポーア『イェソンダ』（1822年、1823年初演、Jessonda）
- カール・マリア・フォン・ウェーバー『オイリアンテ』（1823年）
- フランツ・シューベルト『アルフォンゾとエストレッラ D732』（1823年、en:Alfonso und EstrellaAlfonso und Estrella）
- カール・マリア・フォン・ウェーバー『オベロン、または妖精の王の誓い』（1826年、Oberon (opera)）
- ハインリヒ・マルシュナー『吸血鬼』（1828年初演、Der Vampyr|Der Vampyr|Der Vampyr）
- ペーター・ヨーゼフ・フォン・リントパイントナー（Peter Josef von Lindpaintner）『吸血鬼』（1828年初演、Der Vampyr）
- ハインリヒ・マルシュナー『聖堂騎士とユダヤの女』（1829年初演、Der Templer und die Jüdin）
- ハインリヒ・マルシュナー『ハンス・ハイリング』（1833年初演、Hans Heiling）
- リヒャルト・ワーグナー『妖精』（1833年）
- リヒャルト・ワーグナー『さまよえるオランダ人』（1843年）
- アルベルト・ロルツィング『ウンディーネ』（1845年初演、Undine）
- リヒャルト・ワーグナー『タンホイザー』（1845年）
- リヒャルト・ワーグナー『ローエングリン』（1848年）
- ペーター・コルネリウス『バグダッドの理髪師』（1858年初演、Der Barbier von Bagdad）